# Тварини Закарпатської області, занесені до Червоної книги України
Список тварин Закарпатської області, занесених до Червоної книги України.

## Статистика
До списку входить 168 видів тварин, з них:
- Кишковопорожнинних — 0;
- Круглих червів — 0;
- Кільчастих червів 1;
- Членистоногих — 66;
- Молюсків — 9;
- Хордових — 92.

Серед них за природоохоронним статусом: 
- Вразливих — 74;
- Рідкісних — 53;
- Недостатньо відомих  — 5;
- Неоцінених — 9;
- Зникаючих — 25;
- Зниклих у природі — 0;
- Зниклих — 2.

## Список видів
| № п/п | Українська назва виду                         | Природоохоронний статус | Латинська назва виду       | Тип             |
| ----- | --------------------------------------------- | ----------------------- | -------------------------- | --------------- |
| 1     | Абія блискуча                                 | Рідкісний               | Abia nitens                | Членистоногі    |
| 2     | Абія виблискуюча                              | Рідкісний               | Abia fulgens               | Членистоногі    |
| 3     | Аполлон                                       | Зникаючий               | Parnassius apollo          | Членистоногі    |
| 4     | Аріанта ефіопська                             | Рідкісний               | Arianta aethiops           | Молюски         |
| 5     | Аскалаф строкатий                             | Вразливий               | Libelloides macaronius     | Членистоногі    |
| 6     | Бабка перев'язана                             | Вразливий               | Sympetrum pedemontanum     | Членистоногі    |
| 7     | Багатозв'яз гірський український              | Рідкісний               | Polydesmus montanus        | Членистоногі    |
| 8     | Беркут                                        | Вразливий               | Aquila chrysaetos          | Хордові         |
| 9     | Бистрянка російська                           | Зникаючий               | Alburnoides rossicus       | Хордові         |
| 10    | Білозубка велика                              | Недостатньо відомий     | Crocidura leucodon         | Хордові         |
| 11    | Білоперий пічкур дністровський                | Вразливий               | Romanogobio kesslerii      | Хордові         |
| 12    | Бластикотома папоротева                       | Рідкісний               | Blasticotoma filiceti      | Членистоногі    |
| 13    | Бражник мертва голова                         | Рідкісний               | Acherontia atropos         | Членистоногі    |
| 14    | Бражник прозерпіна                            | Рідкісний               | Proserpinus proserpina     | Членистоногі    |
| 15    | Бражник скабіозовий                           | Рідкісний               | Hemaris tityus             | Членистоногі    |
| 16    | Бурозубка альпійська                          | Рідкісний               | Sorex alpinus              | Хордові         |
| 17    | Ведмедиця велика                              | Вразливий               | Pericallia matronula       | Членистоногі    |
| 18    | Ведмедиця-господиня                           | Вразливий               | Callimorpha dominula       | Членистоногі    |
| 19    | Ведмідь бурий                                 | Зникаючий               | Ursus arctos               | Хордові         |
| 20    | Вечірниця мала                                | Рідкісний               | Nyctalus leisleri          | Хордові         |
| 21    | Вечірниця руда                                | Вразливий               | Nyctalus noctula           | Хордові         |
| 22    | Видра річкова                                 | Неоцінений              | Lutra lutra                | Хордові         |
| 23    | Вусач альпійський                             | Вразливий               | Rosalia alpina             | Членистоногі    |
| 24    | Вусач великий дубовий                         | Вразливий               | Cerambyx cerdo             | Членистоногі    |
| 25    | Вусач мускусний                               | Вразливий               | Aromia moschata            | Членистоногі    |
| 26    | Вусач-червонокрил Келлера                     | Вразливий               | Purpuricenus kaehleri      | Членистоногі    |
| 27    | Вухань австрійський                           | Рідкісний               | Plecotus austriacus        | Хордові         |
| 28    | Вухань звичайний                              | Вразливий               | Plecotus auritus           | Хордові         |
| 29    | Глушець (глухар)                              | Зникаючий               | Tetrao urogallus           | Хордові         |
| 30    | Голуб-синяк                                   | Вразливий               | Columba oenas              | Хордові         |
| 31    | Горностай                                     | Неоцінений              | Mustela erminea            | Хордові         |
| 32    | Гранарія зернова                              | Рідкісний               | Granaria frumentum         | Молюски         |
| 33    | Джміль глинистий                              | Вразливий               | Bombus argillaceus         | Членистоногі    |
| 34    | Джміль моховий                                | Рідкісний               | Bombus muscorum            | Членистоногі    |
| 35    | Джміль червонуватий                           | Рідкісний               | Bombus ruderatus           | Членистоногі    |
| 36    | Дисцелія зональна                             | Рідкісний               | Discoelius zonalis         | Членистоногі    |
| 37    | Довгокрил звичайний                           | Зниклий                 | Miniopterus schreibersii   | Хордові         |
| 38    | Дозорець-імператор                            | Вразливий               | Anax imperator             | Членистоногі    |
| 39    | Доліхомітус головастий                        | Рідкісний               | Dolichomitus cephalotes    | Членистоногі    |
| 40    | Дробація банатська                            | Рідкісний               | Drobacia banatica          | Молюски         |
| 41    | Дятел білоспинний                             | Рідкісний               | Dendrocopos leucotos       | Хордові         |
| 42    | Ендроміс березовий                            | Вразливий               | Endromis versicolora       | Членистоногі    |
| 43    | Жаба прудка                                   | Вразливий               | Rana dalmatina             | Хордові         |
| 44    | Жовна зелена (дятел зелений)                  | Вразливий               | Picus viridis              | Хордові         |
| 45    | Жовтюх торфовищний                            | Зникаючий               | Colias palaeno             | Членистоногі    |
| 46    | Жук-олень, рогач звичайний                    | Рідкісний               | Lucanus cervus             | Членистоногі    |
| 47    | Жук-самітник                                  | Вразливий               | Osmoderma barnabita        | Членистоногі    |
| 48    | Змієїд                                        | Рідкісний               | Circaetus gallicus         | Хордові         |
| 49    | Золотомушка червоночуба                       | Неоцінений              | Regulus ignicapillus       | Хордові         |
| 50    | Йорж смугастий                                | Вразливий               | Gymnocephalus schraetser   | Хордові         |
| 51    | Кажан північний                               | Рідкісний               | Eptesicus nilssonii        | Хордові         |
| 52    | Кажан пізній                                  | Вразливий               | Eptesicus serotinus        | Хордові         |
| 53    | Каламеута жовта                               | Вразливий               | Calameuta idolon           | Членистоногі    |
| 54    | Карась звичайний, карась золотий              | Вразливий               | Carassius carassius        | Хордові         |
| 55    | Кведій карпатський                            | Вразливий               | Quedius transsylvanicus    | Членистоногі    |
| 56    | Кіт лісовий                                   | Вразливий               | Felis sylvestris           | Хордові         |
| 57    | Ковалик сплощений                             | Рідкісний               | Neopristilophus depressus  | Членистоногі    |
| 58    | Кордулегастер двозубчастий                    | Зникаючий               | Cordulegaster bidentata    | Членистоногі    |
| 59    | Кошеніль польська                             | Недостатньо відомий     | Porphyropha polonica       | Членистоногі    |
| 60    | Красотіл пахучий                              | Вразливий               | Calosoma sycophanta        | Членистоногі    |
| 61    | Красуня діва                                  | Вразливий               | Calopteryx virgo           | Членистоногі    |
| 62    | Ксилокопа звичайна (бджола-тесляр звичайна)   | Рідкісний               | Xylocopa valga             | Членистоногі    |
| 63    | Ксилокопа фіолетова (бджола-тесляр фіолетова) | Рідкісний               | Xylocopa violacea          | Членистоногі    |
| 64    | Ксифідрія Маркевича (коновія Маркевича)       | Зникаючий               | Xiphydria markewitshi      | Членистоногі    |
| 65    | Ктир шершенеподібний                          | Рідкісний               | Asilus crabroniformis      | Членистоногі    |
| 66    | Кумка жовточерева                             | Вразливий               | Bombina variegata          | Хордові         |
| 67    | Кутора мала                                   | Рідкісний               | Neomys anomalus            | Хордові         |
| 68    | Лелека чорний                                 | Рідкісний               | Ciconia nigra              | Хордові         |
| 69    | Лилик двоколірний                             | Вразливий               | Vespertilio murinus        | Хордові         |
| 70    | Лосось дунайський, головатиця                 | Зникаючий               | Hucho hucho                | Хордові         |
| 71    | Лунь лучний                                   | Вразливий               | Circus pygargus            | Хордові         |
| 72    | Льодовичник Вествуда                          | Неоцінений              | Boreus westwoodi           | Членистоногі    |
| 73    | Люцина                                        | Вразливий               | Hamearis lucina            | Членистоногі    |
| 74    | Марена дунайсько-дністровська                 | Вразливий               | Barbus petenyi             | Хордові         |
| 75    | Марена звичайна                               | Вразливий               | Barbus barbus              | Хордові         |
| 76    | Махаон                                        | Вразливий               | Papilio machaon            | Членистоногі    |
| 77    | Мегариса рогохвостова                         | Рідкісний               | Megarhyssa superba         | Членистоногі    |
| 78    | Мелітурга булавовуса                          | Вразливий               | Melitturga clavicornis     | Членистоногі    |
| 79    | Минь річковий                                 | Вразливий               | Lota lota                  | Хордові         |
| 80    | Мишівка лісова                                | Рідкісний               | Sicista betulina           | Хордові         |
| 81    | Мідянка звичайна                              | Вразливий               | Coronella austriaca        | Хордові         |
| 82    | Мінога карпатська                             | Зникаючий               | Eudontomyzon danfordi      | Хордові         |
| 83    | Мнемозина                                     | Вразливий               | Parnassius mnemosyne       | Членистоногі    |
| 84    | Мухоловка звичайна                            | Рідкісний               | Scutigera coleoptrata      | Членистоногі    |
| 85    | Нетопир звичайний                             | Вразливий               | Pipistrellus pipistrellus  | Хордові         |
| 86    | Нетопир Натузіуса                             | Неоцінений              | Pipistrellus nathusii      | Хордові         |
| 87    | Нетопир-карлик                                | Неоцінений              | Pipistrellus pygmaeus      | Хордові         |
| 88    | Нічниця Брандта                               | Рідкісний               | Myotis brandtii            | Хордові         |
| 89    | Нічниця велика                                | Вразливий               | Myotis myotis              | Хордові         |
| 90    | Нічниця водяна                                | Вразливий               | Myotis daubentonii         | Хордові         |
| 91    | Нічниця вусата                                | Вразливий               | Myotis mystacinus          | Хордові         |
| 92    | Нічниця гостровуха                            | Вразливий               | Myotis blythii             | Хордові         |
| 93    | Нічниця довговуха                             | Вразливий               | Myotis bechsteinii         | Хордові         |
| 94    | Нічниця Наттерера                             | Вразливий               | Myotis nattereri           | Хордові         |
| 95    | Нічниця ставкова                              | Зникаючий               | Myotis dasycneme           | Хордові         |
| 96    | Нічниця триколірна                            | Зникаючий               | Myotis emarginatus         | Хордові         |
| 97    | Норка європейська                             | Зникаючий               | Mustela lutreola           | Хордові         |
| 98    | Ореїна зелена                                 | Зникаючий               | Oreina viridis             | Членистоногі    |
| 99    | Ореїна плагіата                               | Рідкісний               | Oreina plagiata            | Членистоногі    |
| 100   | Орябок                                        | Вразливий               | Tetrastes bonasia          | Хордові         |
| 101   | Офіогомфус Цецилія                            | Вразливий               | Ophiogomphus cecilia       | Членистоногі    |
| 102   | Пилкоротиця південна                          | Вразливий               | Temnostoma meridionale     | Членистоногі    |
| 103   | Пилкохвіст лісовий                            | Вразливий               | Poecilimon schmidtii       | Членистоногі    |
| 104   | Підковоніс великий                            | Вразливий               | Rhinolophus ferrumequinum  | Хордові         |
| 105   | Підковоніс малий                              | Вразливий               | Rhinolophus hipposideros   | Хордові         |
| 106   | Підорлик малий                                | Рідкісний               | Aquila pomarina            | Хордові         |
| 107   | Пічкур дунайський                             | Зникаючий               | Gobio uranoscopus          | Хордові         |
| 108   | Плавунець дволінійний                         | Недостатньо відомий     | Graphoderes bilineatus     | Членистоногі    |
| 109   | Плавунець широкий                             | Недостатньо відомий     | Dytiscus latissimus        | Членистоногі    |
| 110   | Плікутерія Любомирського                      | Вразливий               | Plicuteria lubomirskii     | Молюски         |
| 111   | Подалірій                                     | Вразливий               | Iphiclides podalirius      | Членистоногі    |
| 112   | Полівка снігова                               | Вразливий               | Chionomys nivalis          | Хордові         |
| 113   | Полівка татранська                            | Рідкісний               | Microtus tatricus          | Хордові         |
| 114   | Поліксена                                     | Вразливий               | Zerynthia polyxena         | Членистоногі    |
| 115   | Полоз лісовий, полоз ескулапів                | Зникаючий               | Zamenis longissimus        | Хордові         |
| 116   | Простеномфалія карпатська                     | Вразливий               | Prostenomphalia carpathica | Молюски         |
| 117   | Пугач                                         | Рідкісний               | Bubo bubo                  | Хордові         |
| 118   | Райдужниця велика                             | Вразливий               | Apatura iris               | Членистоногі    |
| 119   | Рись                                          | Рідкісний               | Lynx lynx                  | Хордові         |
| 120   | Савка                                         | Зникаючий               | Oxyura leucocephala        | Хордові         |
| 121   | Саламандра плямиста                           | Вразливий               | Salamandra salamandra      | Хордові         |
| 122   | Сапсан                                        | Рідкісний               | Falco peregrinus           | Хордові         |
| 123   | Сатурнія мала                                 | Рідкісний               | Eudia pavonia              | Членистоногі    |
| 124   | Сатурнія руда                                 | Вразливий               | Aglia tau                  | Членистоногі    |
| 125   | Серуліна зубчаста                             | Вразливий               | Serrulina serrulata        | Молюски         |
| 126   | Сиворакша                                     | Зникаючий               | Coracias garrulus          | Хордові         |
| 127   | Сипуха                                        | Зникаючий               | Tyto alba                  | Хордові         |
| 128   | Сич волохатий                                 | Рідкісний               | Aegolius funereus          | Хордові         |
| 129   | Сіобла бальзамінова                           | Рідкісний               | Siobla sturmi              | Членистоногі    |
| 130   | Скеляр строкатий                              | Рідкісний               | Monticola saxatilis        | Хордові         |
| 131   | Скопа                                         | Зникаючий               | Pandion haliaetus          | Хордові         |
| 132   | Сова болотяна                                 | Рідкісний               | Asio flammeus              | Хордові         |
| 133   | Сова довгохвоста                              | Недостатньо відомий     | Strix uralensis            | Хордові         |
| 134   | Совка                                         | Рідкісний               | Otus scops                 | Хордові         |
| 135   | Сонцевик фау-біле                             | Неоцінений              | Nymphalis vaualbum         | Членистоногі    |
| 136   | Соня садова                                   | Зникаючий               | Eliomys quercinus          | Хордові         |
| 137   | Сорокопуд сірий                               | Рідкісний               | Lanius excubitor           | Хордові         |
| 138   | Стафілін волохатий                            | Рідкісний               | Emus hirtus                | Членистоногі    |
| 139   | Стерлядь прісноводна                          | Зникаючий               | Acipenser ruthenus         | Хордові         |
| 140   | Стрічкарка блакитна                           | Вразливий               | Catocala fraxini           | Членистоногі    |
| 141   | Стрічкарка орденська малинова                 | Рідкісний               | Catocala sponsa            | Членистоногі    |
| 142   | Стрічкарка тополева                           | Вразливий               | Limenitis populi           | Членистоногі    |
| 143   | Тетерук                                       | Зникаючий               | Lyrurus tetrix             | Хордові         |
| 144   | Тинівка альпійська                            | Вразливий               | Prunella collaris          | Хордові         |
| 145   | Трач схожий                                   | Неоцінений              | Tenthredo propinqua        | Членистоногі    |
| 146   | Тритон альпійський                            | Вразливий               | Mesotriton alpestris       | Хордові         |
| 147   | Тритон дунайський                             | Вразливий               | Triturus dobrogicus        | Хордові         |
| 148   | Тритон карпатський                            | Вразливий               | Lissotriton montandoni     | Хордові         |
| 149   | Трохета Биковського                           | Вразливий               | Trocheta bykowskii         | Кільчасті черви |
| 150   | Трохулюс Більца                               | Вразливий               | Trochulus bielzi           | Молюски         |
| 151   | Тхір лісовий                                  | Неоцінений              | Mustela putorius           | Хордові         |
| 152   | Тхір степовий                                 | Зникаючий               | Mustela eversmanni         | Хордові         |
| 153   | Умбра звичайна                                | Рідкісний               | Umbra krameri              | Хордові         |
| 154   | Харіус європейський                           | Вразливий               | Thymallus thymallus        | Хордові         |
| 155   | Ховрах європейський                           | Зниклий                 | Spermophilus citellus      | Хордові         |
| 156   | Хондрина вівсяна                              | Рідкісний               | Chondrina avenacea         | Молюски         |
| 157   | Хондруля Більца                               | Рідкісний               | Chondrula bielzi           | Молюски         |
| 158   | Хризоліна карпатська                          | Рідкісний               | Chrysolina carpatica       | Членистоногі    |
| 159   | Чоп звичайний, чоп великий                    | Рідкісний               | Zingel zingel              | Хордові         |
| 160   | Чоп малий                                     | Рідкісний               | Zingel streber             | Хордові         |
| 161   | Чорнушка Манто                                | Рідкісний               | Erebia manto               | Членистоногі    |
| 162   | Широковух європейський                        | Зникаючий               | Barbastella barbastellus   | Хордові         |
| 163   | Шуліка рудий                                  | Зникаючий               | Milvus milvus              | Хордові         |
| 164   | Шуліка чорний                                 | Вразливий               | Milvus migrans             | Хордові         |
| 165   | Ялець звичайний                               | Вразливий               | Leuciscus leuciscus        | Хордові         |
| 166   | Ялець-андруга європейський                    | Вразливий               | Telestes souffia           | Хордові         |
| 167   | Янус червононогий                             | Вразливий               | Janus femoratus            | Членистоногі    |
| 168   | Ящірка зелена                                 | Вразливий               | Lacerta viridis            | Хордові         |